# Anambra

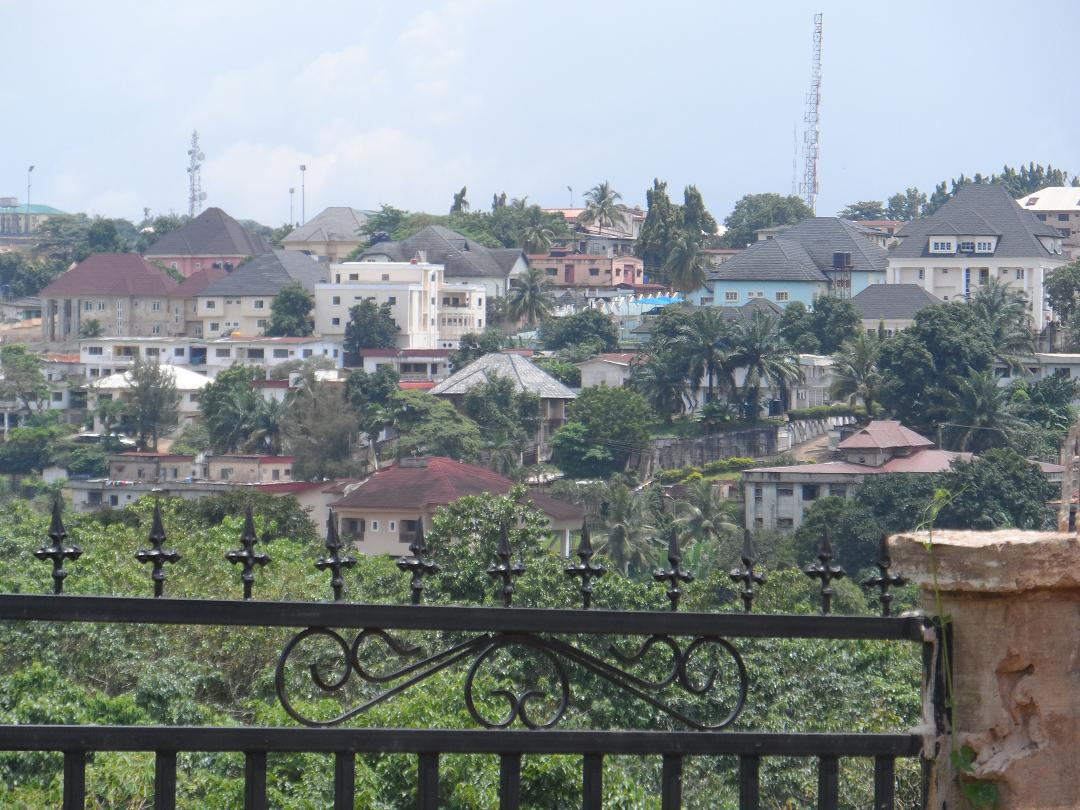
Vue d'un quartier d'Onitsha.

L'État d'Anambra est un État du sud-est du Nigeria. L'État d'Anambra est délimité par les États du Delta et d'Edo à l'ouest, les États d'Imo et de Rivers au sud, l'État d'Enugu à l'est et l'État de Kogi au nord. Formé en 1976 puis réduit en taille en 1991, l'État porte le nom anglicisé de la rivière Omambala qui le traverse. La capitale de l'État, Awka et la ville portuaire d'Onitsha sont les deux principales villes économiques de l'Anambra.
Surnommé la « Lumière de la Nation », l'État d'Anambra est le huitième État le plus peuplé du pays bien qu'il soit le deuxième plus petit de la région et la zone urbaine d'Onitsha serait la plus peuplée du Nigeria. La principale ethnie de l'Anambra est le peuple Igbo. Pendant la guerre civile nigériane (1967-1970), l'État d'Anambra faisait partie de la République sécessionniste du Biafra formée par les nationalistes Igbo.

## Étymologie
Anambra est le nom anglicisé de la rivière Anambra (en), une rivière tributaire du fleuve Niger, dont le nom en langue igbo est Omambala. Le mot est formé de la fusion du mot « Anam » et du mot « branche ». Anam est un clan de la région d'Omambala et de la dernière communauté parlant langue Igbo. Les colons britanniques les ont rencontré alors qu'ils se rendaient dans la région nord du Nigeria depuis les zones fluviales et les ont décrits comme la « branche d'Anam » du fleuve Niger. Le clan Anam avec certains clans voisins étaient présents dans la zone de gouvernement local (LGA) d'Anambra lorsque l'État a été créé. C'est désormais devenu le LGA d'Anambra-West avec Olumbanasa.

## Histoire

### Anciennes civilisations
La région actuelle de l'État d'Anambra a été le site de nombreuses civilisations depuis au moins le IXe siècle après J.-C., y compris l'ancien Royaume de Nri, dont la capitale était la ville historique d'Igbo-Ukwu dans l'État. Dans certaines villes, comme Ogidi et d'autres, les familles locales avaient des droits héréditaires à la royauté (ou à être chef traditionnel) pendant des siècles même si chez les Igbos, les décisions se prenaient surtout par consensus et qu'il n'y avait que peu de systèmes hiérarchiques,.
Des fouilles archéologiques ont révélé la présence de lieux habités et de civilisations depuis IXe siècle après J.-C., à Igbo-Ukwu et Ezira. Dans cette dernière localité, l'usage du fer est tracé jusqu'au IXe siècle après J.-C. au moins et le métal était travaillé sur place et non importé. L'État d'Anambra possède de grandes œuvres d'art en fer, en bronze, en cuivre et en poterie,. Celles-ci ont révélé un système administratif sophistiqué de la royauté divine, qui régnait dans la région depuis c. 948 après J.-C. jusqu'à 1911. Le « royaume » de Nri, dont la capitale se situait à Igbo-Ukwu, a réussi à établir son hégémonie sur le territoire des Igbos. Le peuple Nri avait développé un système étatique et institutionnalisé cet État par la manipulation de symboles et l'élaboration de rituels. Le royaume Nri s'est étendu par la colonisation en soumettant les autres lieux de peuplement par des serments rituels faits au Eze Nri (roi). Plutôt que la force armée, c'est l'envoi de prêtres qui nettoyaient les abominations et assuraient les droits du pouvoir. L'hégémonie du royaume Nri a assuré une stabilité dans la région au moins du IXe siècle jusqu'au XVe siècle,.
La Grande-Bretagne a reconnu certains de ces rois et dirigeants traditionnels dans leur système de gouvernement indirect du protectorat du sud du Nigeria. À partir du 19e siècle, ils ont nommé certains nobles chefs comme adjudants-chefs, les autorisant à percevoir des impôts, entre autres devoirs. Toutefois, cela s'est accompagné de problèmes et de quelques révoltes, notamment de femmes car chez les Igbos, le présence de chefs heurtaient leurs coutumes de débats et de consensus.

### Guerre du Biafra
Pendant la guerre civile nigériane (1967-1970), l'État d'Anambra a fait partie de la République sécessionniste du Biafra formée par les nationalistes Igbo qui représentent l'ethnie majoritaire de l'Anambra. Le Biafra s'est déclaré indépendant en 1967, à la suite de la montée des tensions avec le nord du Nigeria. Pendant cette guerre, l'État d'Anambra a été affligé par une grave famine, qui a dévasté une grande partie de la population,. Les ingénieurs du Biafra ont construit une piste d'atterrissage de secours dans la ville d'Uli et celle voisine d'Amorka (nom de code « Annabelle »). Des vols de secours extrêmement dangereux ont décollé de Sao Tomé et d'autres sites chargés de tonnes de vivres et de médicaments pour la population du Biafra en détresse. La piste d'atterrissage d'Uli/Amorka était le site où des pilotes américains tels qu'Alex Nicoll et des dizaines d'autres ont livré des tonnes de fournitures de secours à la population du Biafra.
Dégoûté par les souffrances et le nombre croissant de morts au Biafra à cause de la famine, ainsi que par le harcèlement continu des avions de secours par l'armée de l'air nigériane, Carl Gustav von Rosen a démissionné de son poste de pilote de secours de la Croix-Rouge. Il a aidé le Biafra à former une force aérienne de cinq avions Minicoin Malmö MFI-9 stationnés sur la piste d'atterrissage d'Uga et fournis par la France,. Il a nommé sa petite mais efficace armée de l'air « Bébés du Biafra » en l'honneur des bébés morts de faim au Biafra.

### L'État contemporain
L'État d'Anambra est créé en 1976 d'une subdivision de l'État du centre-est (en) (East Central State) avec Enugu comme capitale. Le 27 août 1991, l'État est redivisé en deux parties et créé dans sa forme actuelle : Enugu à l'est et Anambra à l'ouest,.
Aujourd'hui, l'État d'Anambra est un État fortement urbanisé et a fait des progrès considérables dans la réduction de son taux de pauvreté.

## Géographie

### Localisation
L'État d'Anambra est situé dans la région sud-est du pays. Il est bordé au sud par l'État d'Imo et l'État de Rivers, à l'ouest par l'État de Delta et l'État d'Edo au nord par l'État de Kogi, et à l'est par l'État d'Enugu et l'État d'Abia.

### Peuple
Les résidents de l'État d'Anambra sont principalement des Igbo (99% de la population),,, la langue Igbo servant de lingua franca dans tout l'État. Une petite population bilingue réside aussi dans la partie nord-ouest de l'État. Il y aussi une minorité de personnes parlant l'igala.

### Démographie
Selon le rapport de recensement de 2006, il y a plus de 4,1 millions d'habitants dans l'État. Avec un taux de croissance démographique annuel de 2,21 % par an, l'État d'Anambra compte plus de 60 % de sa population vivant dans des zones urbaines. C'est l'un des États les plus urbanisés du Nigeria. L'État d'Anambra est le huitième État le plus peuplé de la République fédérale du Nigéria et le deuxième État le plus densément peuplé du Nigéria après l'État de Lagos. Le tronçon de plus de 45 km entre les villes d'Oba et d'Amorka contient un groupe de nombreux villages et petites villes densément peuplés, donnant à la région une densité moyenne estimée de 1 500 à 2 000 personnes par kilomètre carré.

### Centres urbains
Les principaux centres urbains de l'État d'Anambra sont Onitsha, y compris la ville d'Okpoko, Ogbaru; Nnewi et Awka, la capitale de l'État. En 2012, la zone des trois villes a été surnommée l'axe industriel Onitsha-Nnewi-Awka (ONA), en reconnaissance de l'expansion de la capacité industrielle.
Awka et Onitsha s'étaient développés en tant que centres urbains précoloniaux : Awka était le centre industriel artisanal de l'hégémonie Nri. Onitsha est une cité-État sur le Niger, s'étant développée en tant que port fluvial et centre commercial.
La capitale de l'État est Awka, une ville à croissance rapide dont la population est passée d'environ 300 000 à 2,5 millions entre 2006 et 2018.
La ville d'Onitsha, une ville portuaire historique de l'avant-époque coloniale, reste un important centre de commerce au sein de l'État. Onitsha, ville commerciale à croissance rapide, serait, bien que cela ait été sérieusement contesté, la zone urbaine la plus grande et la plus peuplée de l'État avec plus de 8 millions d'habitants en 2019 selon Africapolis qui fait d'Onitsha la deuxième plus grande zone urbaine du Nigéria en termes de population et la troisième d'Afrique. Elle s'est développée comme une immense agglomération s'étendant aux LGA d'Idemili, Oyi et Anambra East, avec l'un des plus grands marchés d'Afrique de l'Ouest.
Nnewi (parfois appelé le Taïwan du Nigéria) est un centre industriel et commercial en développement rapide. Désignée comme capitale de l'État, Awka a retrouvé son éminence administrative précoloniale.

### Principales villes
Les principales villes de l'État d'Anambra sont : Abagana, Abba, Abacha, Umueri, Abatete, Achalla, Achina, Adazi Ani, Adazi-Enu, Adazi-Nnukwu, Agukwu, Aguleri, Agulu, Aguluezechukwu, Aguluzigbo, Ajalli, Akpo, Akpu, Akwaeze, Akwukwu, Alor, Amaetiti, Amansea, Amanuke, Amaokpala, Amawbia, Amesi, Amichi, Amorka, Anam, Anaku, Atani, Awa, Umueri, Awba-Ofemili, Awgbu, Awka-Etiti, Awkuzu, Azia, Azigbo, Ebenator Ozulogu, Ebenebe, Ekwulobia, Ekwulumili, Enugwu-Adazi, Enugwu-Agidi, Enugwu Aguleri, Enugwu Ukwu, Ezinifite, Ezinihite, Eziowelle, Ezira, Ichi, Ichida, Ideani, Ifitedunu, Ifite-Ogwari, Igbakwu, Igbariam, Igbedor, Igbo-Ukwu, Ihembosi, Ihiala, Ikenga, Inoma, Iseke, Isuaniocha, Isulo, Isuofia, Lilu, Mbosi, Mgbakwu, Mmiata Anam, Nando, Nanka, Nawfia, Nawfija, Nawgu, Ndikelionwu, Ndi-okpaleke, Ndiukwuenu, Nibo, Nimo, Nise, Nkpologwu, Nkpor, Nkwelle-Ezunaka, Neni, Nnobi, Nnokwa, Nsugbe, Nteje, Nzam, Oba, Obeledu, Obosi, Ochuche-Umuodu, Ogbunike, Ogbunka, Ogidi (en), Ojoto, Okija, Oko, Okpeze, Omasi, Omogho, Omor, Onneh, Ora-Eri, Oraifite, Oraukwu, Orsumoghu, Ossomala, Osumenyi, Owerre-ezukala, Owelle-Olumbanasa, Ozubulu, Ubuluisiuzor, Ufuma, Uga, Ugbenne, Ugbenu, Uke, Ukpo, Ukpor, Ukwalla-Olumbanasa, Ukwulu, Uli, Umuanaga, Umuawulu, Umuchu, Umudioka, Umueje, Umuerum, Umueze Anam, Umuoba Anam, Umudora Anam, Umumbo, Umunnachi, Umunankwo, Umunya, Umunze, Umuoji, Umuomaku, Umuona Unubi, Odekpe-Oluumbanasa, Utuh, Odeh-Olumbanasa, Igbokenyi Olumbanasa, Odomagwu-Olumbanasa, and Allah/Onugwa-Olumbanasa.

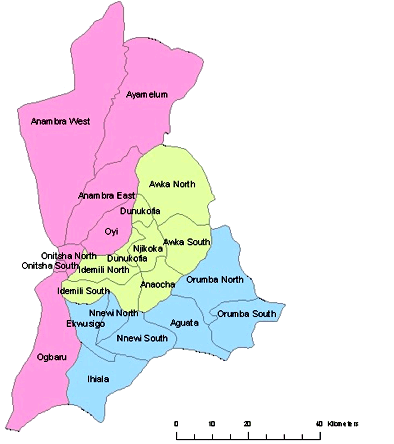
Carte des zones de gouvernement local (LGA).

### Zones de gouvernement local (LGA)
L'État est divisé en 21 zones de gouvernement local (LGA). Les trois principaux centres urbains (Awka, Nnewi et Onitsha) en comptent chacun deux :
- Aguata
- Anambra East
- Anambra West
- Anaocha
- Awka North
- Awka South
- Ayamelum
- Dunukofia
- Ekwusigo
- Idemili North
- Idemili South
- Ihiala
- Njikoka
- Nnewi North
- Nnewi South
- Ogbaru
- Onitsha Nord
- Onitsha South
- Orumba North
- Orumba South
- Oyi

### Géographie physique
La végétation est de type forêt tropicale avec seulement deux saisons : la saison des pluies de mars à octobre avec des pics en juillet et septembre et une pause en août, et la saison sèche de novembre à février. L'État est traversé par la rivière Anambra qui est tributaire du Niger. Les pluies sont en moyenne de 1 600 mm à 1 700 mm. Les températures mensuelles vont de 18°C à 36°C.

## Ressources naturelles et Économie
L'État d'Anambra est riche en gaz naturel, pétrole brut, bauxite et céramique.
L'État d'Anambra possède de nombreuses autres ressources en termes d'activités agro-industrielles telles que la pêche et l'agriculture avec près de 100% de terres arables d'où une grande quantité de terres cultivées pour le pâturage et l'élevage.
Il a le taux de pauvreté le plus bas du Nigeria.

### Pétrole et gaz
En 2006, une cérémonie de pose des fondations de la première raffinerie privée nigériane, Orient Petroleum Refinery (OPR), a eu lieu dans la région d'Aguléri. L'Orient Petroleum Resource Ltd (OPRL), propriétaire d'OPR, est autorisée en juin 2002 par le gouvernement fédéral à construire une raffinerie privée d'une capacité de 55 000 barils par jour (~ 7 500 t / j),.
En 2012, grâce aux efforts du gouverneur Peter Obi et d'autres parties prenantes d'Orient Petroleum, l'État d'Anambra est devenu un État producteur de pétrole. L'entreprise indigène a découvert du pétrole dans le bassin de la rivière Anambra.
Le 2 août 2015, la direction d'Orient Petroleum Resources Plc a déclaré que la société prévoyait d'augmenter sa production de pétrole brut à 3000 barils par jour d'ici septembre 2015, alors qu'elle intensifiait les activités de production dans deux nouveaux puits de pétrole dans ses champs pétrolifères d'Aguleri. Une société indigène, Nails and Stanley Ltd, devait établir une usine à gaz à Umueje dans la zone de gouvernement local d'Ayamelum pour soutenir les activités économiques dans l'industrie pétrolière et gazière de l'État.
Le gisement de pétrole et de gaz au Nigeria dans le bassin d'Anambra a un grand potentiel de 1000 billions de pieds cubes de réserves de gaz inexploitées. Ayant plus de 13 puits de pétrole situés à Anambra, l'État d'Anambra a la capacité de produire plus de 100 000 barils de pétrole brut par jour, avec les sociétés locales comme Orient Petroleum et Sterling Oil Exploration and Production Co. LTD (SEEPCO).

### Agriculture
L'agriculture est un secteur économique important à Anambra. Le palmier à huile, le maïs, le riz, l'igname et le manioc font partie des cultures cultivées. La pêche est également importante.
En août 2012, de grosses inondations touchent près de 150 000 personnes et entraînent le déplacement de 70 000 d'entre elles. Le ministère de l'Agriculture, de la Mécanisation, de la Transformation et de l'Export de l'Anambra a préparé des plans pour le développement de l'agriculture. La majorité des exploitations agricoles sont de petite dimension et le ministère met sur pied un comité d'acquisition de terres auprès des communautés pour augmenter la proportion de plus grosses exploitations agricoles.
L'exportation des feuilles amères lavées (un légume très nutritif) rapporte des revenus de l'ordre de 5 millions de dollars en 2017. En 2018, deux frères, Atikpo Chukwuebuka et Ubaka Chukwuebuka, inventent une machine capable d'éliminer l'amertume de la feuille amère laissant supposer de futurs revenus plus élevés encore.

### Industries
L'Anambra abrite le premier fabricant nigerian de véhicules, Innoson, constructeur automobile, localisé à Nnewi,,.
La ville d'Onitsha comporte aussi l'International Breweries PLC, commissionné en 2012 et la même année lié par une coentreprise avec AB InBev, la brasserie a une capacité de production annuelle de 2,7 millions d'hectolitres au travers des marques Hero Lager, Castle Milk Stout, Grand Malt et Beta Malt.

### Commerce et finance
La ville d'Onitsha est l'une des principales villes commerciales et de marchés d'Afrique de l'Ouest permettant d'augmenter les revenus internes de l'État. La plupart des institutions financières y sont présentes dont le Nigerian Stock Exchange,.

## Personnalités
- Chinua Achebe (1930-2013), professeur et écrivain natif d'Ogidi (en),
- Chimamanda Ngozi Adichie (née en 1977), romancière,
- Benjamin Anyene (1951-2019), médecin spécialiste des réformes de la santé publique et des campagnes de vaccination.
- Onyeka Onwenu (1952-2024), actrice, chanteuse et politicienne nigériane.